# Helmholtz-Gleichung
Die Helmholtz-Gleichung ist eine partielle Differentialgleichung, die Hermann von Helmholtz im Rahmen einer Studie über Luftschwingungen in Röhren mit offenen Enden 1860 untersuchte, in einer Zeit, in der er sich mit heute sogenannten Helmholtz-Resonatoren befasste. Die Gleichung lautet:
{\displaystyle \Delta \varphi =\lambda \cdot \varphi }
in einem Gebiet {\displaystyle \Omega } mit vorgegebenen Randbedingungen auf dem Rand {\displaystyle \partial \Omega }. Darin ist {\displaystyle \Delta } der Laplace-Operator, {\displaystyle \varphi } die Lösungsfunktion (Eigenfunktion) und {\displaystyle \lambda } der Eigenwert. Die Gleichung ist ein kontinuierliches Analogon zum diskreten Eigenwertproblem. In der Regel wird die Gleichung von unendlich vielen Eigenwerten und zugehörigen Eigenfunktionen gelöst. In der häufig auftretenden Form
{\displaystyle \Delta \varphi +\kappa ^{2}\cdot \varphi =0}
beschreibt sie einen Schwingungsvorgang oder auch Wirbelströmungen, siehe Ebene Wellen in viskositätsfreien Fluiden.
Die Helmholtz-Gleichung ist eine homogene partielle Differentialgleichung (PDGL) zweiter Ordnung aus der Klasse der elliptischen PDGL. Sie ergibt sich z. B. aus der Wellengleichung nach Trennung der Variablen, siehe Reduktion von partiellen Differentialgleichungen auf die Helmholtz-Gleichung. Die Trennung der Variablen gelingt immer in Koordinatensystemen, deren Koordinatenflächen konfokale Quadriken oder deren degenerierten Formen sind, siehe Separation der Helmholtz-Gleichung. Im eindimensionalen Fall {\displaystyle n=1} ist die Gleichung vom Typ einer gewöhnlichen Differentialgleichung.
Im Fall {\displaystyle \lambda =0} entsteht die Laplace-Gleichung, die hier nur am Rand erwähnt wird.

## Reduktion von partiellen Differentialgleichungen auf die Helmholtz-Gleichung
Wie eingangs angedeutet, können durch Trennung der Veränderlichen einige in der Physik vorkommende partielle Differentialgleichungen auf die Helmholtz-Gleichung und eine Gewöhnliche Differentialgleichung in der Zeit {\displaystyle t} zurückgeführt werden:
- Diffusionsgleichung {\displaystyle \Delta \phi ={\frac {1}{h^{2}}}{\frac {\partial \phi }{\partial t}}},
- Ungedämpfte Wellengleichungen des Kontinuums oder das elektrische Potential des Vakuums {\displaystyle \Delta \phi ={\frac {1}{c^{2}}}{\frac {\partial ^{2}\phi }{\partial t^{2}}}} oder
- Gedämpfte Wellengleichungen {\displaystyle \Delta \phi ={\frac {1}{c^{2}}}{\frac {\partial ^{2}\phi }{\partial t^{2}}}+R{\frac {\partial \phi }{\partial t}}}, und die
- Leitungsgleichung {\displaystyle \Delta \phi ={\frac {1}{c^{2}}}{\frac {\partial ^{2}\phi }{\partial t^{2}}}+R{\frac {\partial \phi }{\partial t}}+S\phi }.

Dazu wird der Separationsansatz {\displaystyle \phi =U({\vec {r}})T(t)} mit einer nur vom Ort {\displaystyle {\vec {r}}} abhängigen Funktion {\displaystyle U} und einer nur von der Zeit abhängigen Funktion {\displaystyle T} eingesetzt.
Bei der Diffusionsgleichung ergibt sich aus dem Ansatz
{\displaystyle \Delta U\cdot T={\frac {1}{h^{2}}}U\cdot {\dot {T}}\;\rightarrow \;{\frac {\Delta U}{U}}={\frac {1}{h^{2}}}{\frac {\dot {T}}{T}}}
wobei der aufgesetzte Punkt die Zeitableitung symbolisiert. Weil die linke Seite nur vom Ort und die rechte Seite nur von der Zeit abhängt, müssen auf beiden Seiten Konstanten stehen:
{\displaystyle {\frac {\Delta U}{U}}:=-\kappa ^{2}\;\rightarrow \;\Delta U+\kappa ^{2}U=0\,,\;{\dot {T}}+\kappa ^{2}h^{2}T=0}
Somit ist die Diffusionsgleichung überführt in die Helmholtz-Gleichung für {\displaystyle U} und eine Gewöhnliche Differentialgleichung erster Ordnung in der Zeit für {\displaystyle T}.
In gleicher Weise entsteht aus der ungedämpften Wellengleichung
{\displaystyle \Delta U+\kappa ^{2}U=0\,,\;{\ddot {T}}+\kappa ^{2}c^{2}T=0},
und aus der gedämpften
{\displaystyle \Delta U+\kappa ^{2}U=0\,,\;{\ddot {T}}+Rc^{2}{\dot {T}}+\kappa ^{2}c^{2}T=0}.
Bei der Leitungsgleichung kommt noch der Term {\displaystyle S\phi =SUT} hinzu mit dem Ergebnis
{\displaystyle \Delta U+\kappa ^{2}U=0\,,\;{\ddot {T}}+Rc^{2}{\dot {T}}+(S+\kappa ^{2})c^{2}T=0}.
Die Lösung der Helmholtz-Gleichung {\displaystyle \Delta U+\kappa ^{2}U=0} hängt vom Ort und den Randbedingungen ab, wohingegen die Differentialgleichung für {\displaystyle T} bei jedem Aufgabentyp immer dieselbe ist.
Die Lösung der Diffusionsgleichung ist immer von der Form
{\displaystyle \phi =U({\vec {r}}){\rm {e}}^{-\kappa ^{2}h^{2}t}},
wo {\displaystyle e^{x}} die e-Funktion ist, sodass die Funktion exponentiell mit der Zeit abnimmt. Die ungedämpfte Wellengleichung setzt sich immer aus dem Sinus und Cosinus zusammen, beispielsweise:
{\displaystyle \phi =U({\vec {r}})\sin(\kappa ct)}.
So ergibt sich die Schwingung eines geraden Stabes, siehe Navier-Cauchy-Gleichungen. Bei der gedämpften Schwingung lautet die Lösung
{\displaystyle \phi =U({\vec {r}}){\rm {e}}^{-\alpha t\pm {\sqrt {\alpha ^{2}-\kappa ^{2}c^{2}}}t}} mit {\displaystyle \alpha ={\frac {R}{2}}c^{2}},
wobei drei Fälle zu unterscheiden sind:
- Bei überkritischer Dämpfung mit {\displaystyle \alpha >\kappa c} hat die Lösung die gleiche Gestalt wie beim Diffusionsproblem, sodass die Funktion exponentiell mit der Zeit gegen null geht.
- Bei unterkritischer Dämpfung ist {\displaystyle \alpha <\kappa c}, die Lösung eine exponentiell mit der Zeit abklingende Welle, und die lässt sich mit Konstanten {\displaystyle A} und {\displaystyle B} beschreiben mit

{\displaystyle \phi =U({\vec {r}})[A{\rm {e}}^{-\alpha t}\cos(\omega t)+B{\rm {e}}^{-\alpha t}\sin(\omega t)]} und {\displaystyle \omega ={\sqrt {\kappa ^{2}c^{2}-\alpha ^{2}}}}
- Bei kritischer Dämpfung wird {\displaystyle \alpha =\kappa c}, sodass die Lösung

{\displaystyle \phi =U({\vec {r}})(A+Bt){\rm {e}}^{-\alpha t}}
lautet, deren Auslenkung schnell mit der Zeit abnimmt.
Die Laplace-Gleichung ist der Spezialfall {\displaystyle \lambda =0}. Die Poisson-Gleichung {\displaystyle \Delta \phi =f} kann durch Substitution auf die Laplace und Helmholtz-Gleichung zurückgeführt werden, wenn {\displaystyle f=\phi +\Omega } gefunden wird, sodass {\displaystyle \Delta \Omega =0} ist.

## Separation der Helmholtz-Gleichung
Die Wahl eines orthogonalen Koordinatensystems, in dem die Randbedingungen eine einfache Form annehmen, erleichtert die Lösung der Helmholtz-Gleichung.:1 Die Lösung wird weiter erleichtert, wenn eine Trennung der Variablen gelingt, was in Koordinatensystemen, deren Koordinatenflächen konfokale Quadriken oder deren degenerierte Formen sind, immer möglich ist:7:511

### Stäckel-Matrix
Das allgemeine Vorgehen zur Trennung der Variablen hängt von den Eigenschaften der Stäckel-Matrix ab, die mit den Koordinaten {\displaystyle u^{1,2,3}} assoziiert ist::509
{\displaystyle \mathbf {S} :={\begin{pmatrix}\Phi _{11}(u^{1})&\Phi _{12}(u^{1})&\Phi _{13}(u^{1})\\\Phi _{21}(u^{2})&\Phi _{22}(u^{2})&\Phi _{23}(u^{2})\\\Phi _{31}(u^{3})&\Phi _{32}(u^{3})&\Phi _{33}(u^{3})\end{pmatrix}}}
In jeder ihrer Zeilen stehen Ansatzfunktionen nur einer Variablen oder Konstanten. Die Stäckel-Determinante ist die Determinante
{\displaystyle S:=\mathrm {det} (\mathbf {S} )={\begin{vmatrix}\Phi _{11}(u^{1})&\Phi _{12}(u^{1})&\Phi _{13}(u^{1})\\\Phi _{21}(u^{2})&\Phi _{22}(u^{2})&\Phi _{23}(u^{2})\\\Phi _{31}(u^{3})&\Phi _{32}(u^{3})&\Phi _{33}(u^{3})\end{vmatrix}}}
mit den Minoren
{\displaystyle M_{11}(u^{2},u^{3})={\begin{vmatrix}\Phi _{22}&\Phi _{23}\\\Phi _{32}&\Phi _{33}\end{vmatrix}}\,,\;M_{21}(u^{1},u^{3})=-{\begin{vmatrix}\Phi _{12}&\Phi _{13}\\\Phi _{32}&\Phi _{33}\end{vmatrix}}\,,\;M_{31}(u^{1},u^{2})={\begin{vmatrix}\Phi _{12}&\Phi _{13}\\\Phi _{22}&\Phi _{23}\\\end{vmatrix}}}
Weil nur die Minoren der ersten Spalte benötigt werden, wird der zweite Index Eins im Folgenden weggelassen. Die notwendige und hinreichende Bedingung für eine einfache Separierbarkeit der skalaren Helmholtz-Gleichung ist
{\displaystyle g_{ii}={\frac {S}{M_{i}}},\,i=1,2,3,\;{\frac {\sqrt {g}}{S}}=f_{1}(u^{1})\cdot f_{2}(u^{2})\cdot f_{3}(u^{3})}
Darin sind
- {\displaystyle g_{ii}={\vec {g}}_{i}\cdot {\vec {g}}_{i}} Metrikkoeffizienten, die das Betragsquadrat der kovarianten Basisvektoren {\displaystyle {\vec {g}}_{i}:={\tfrac {\partial {\vec {r}}}{\partial u^{i}}}} des Koordinatensystems sind,
- {\displaystyle g=g_{11}\cdot g_{22}\cdot g_{33}}, und
- {\displaystyle f_{1,2,3}} irgendwelche Funktionen nur einer Koordinate.

Die erste Bedingung bedeutet, dass es möglich sein muss, eine Stäckel-Determinante zu bilden, die in der angegebenen Weise mit den Metrikkoeffizienten zusammenhängt. Die zweite Bedingung ist die Robertson Bedingung,:510 die besagt, dass {\displaystyle {\tfrac {\sqrt {g}}{S}}} ein separierbares Produkt ist. Wenn das gewährleistet ist, dann bestimmen sich die Faktoren {\displaystyle U^{i}(u^{i})} für die Lösungsfunktion {\displaystyle \phi (u^{1},u^{2},u^{3})=U^{1}(u^{1})U^{2}(u^{2})U^{3}(u^{3})} und die Trennungskonstanten {\displaystyle \alpha _{j}} aus
{\displaystyle {\frac {1}{f_{i}}}{\frac {\partial }{\partial u^{i}}}\left(f_{i}{\frac {\partial U^{i}}{\partial u^{i}}}\right)+U^{i}\sum _{j=1}^{3}\alpha _{j}\Phi _{ij}=0,\;i=1,2,3}
Bei der Helmholtz-Gleichung ist {\displaystyle \alpha _{1}=-\lambda } und bei der Laplace-Gleichung ist entsprechend {\displaystyle \alpha _{1}=0}.:6 In zylindrischen Koordinatensystemen ist die Zylinderachse als 3- oder z-Koordinate zu nehmen, wodurch im separierbaren Fall immer eine Stäckel-Matrix in der Form
{\displaystyle \mathbf {S} :={\begin{pmatrix}0&\Phi _{12}(u^{1})&\Phi _{13}(u^{1})\\0&\Phi _{22}(u^{2})&\Phi _{23}(u^{2})\\1&0&1\end{pmatrix}}}
gefunden werden kann. In axialsymmetrischen Koordinatensystemen ist die Symmetrieachse die z/3-Achse und der Drehwinkel um sie ist {\displaystyle \psi }. Dort ist immer eine Matrix der Form
{\displaystyle \mathbf {S} :={\begin{pmatrix}\Phi _{11}(u^{1})&\Phi _{12}(u^{1})&\Phi _{13}(u^{1})\\\Phi _{21}(u^{2})&\Phi _{22}(u^{2})&\Phi _{23}(u^{2})\\0&0&1\end{pmatrix}}}
ermittelbar.:7

### Beispiel

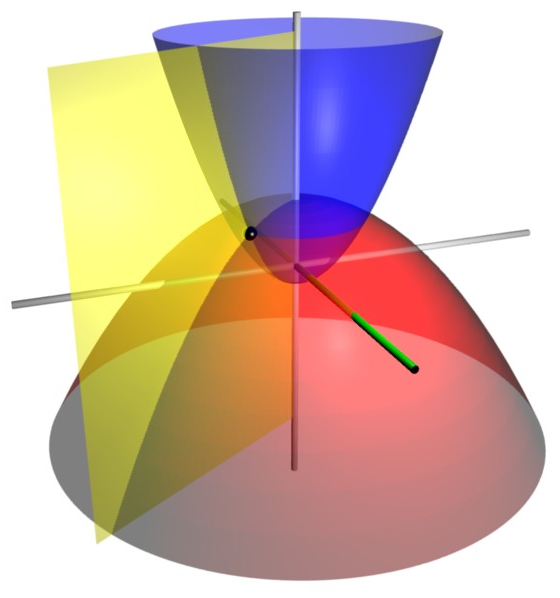
Koordinatenflächen der parabolischen Koordinaten. Das rote Paraboloid entspricht μ=2, das blaue ν=1 und die gelbe Halbebene ψ=−60°.

Als Beispiel diene die Helmholtz-Gleichung in parabolischen Koordinaten:6 {\displaystyle (\mu ,\nu ,\psi ),} mit
{\displaystyle {\begin{aligned}{\vec {r}}(\mu ,\nu ,\psi )=&{\begin{pmatrix}x\\y\\z\end{pmatrix}}={\begin{pmatrix}\mu \nu \cos \psi \\\mu \nu \sin \psi \\{\frac {1}{2}}(\mu ^{2}-\nu ^{2})\end{pmatrix}},\\{\begin{pmatrix}\mu \\\nu \\\psi \end{pmatrix}}=&{\begin{pmatrix}{\sqrt {r+z}}\\{\sqrt {r-z}}\\{\rm {atan2}}(y,x)\end{pmatrix}},\\r=&|{\vec {r}}|={\sqrt {x^{2}+y^{2}+z^{2}}}\end{aligned}}}
siehe Bild. Darin ist atan2 eine Umkehrfunktion des Tangens. Die kovarianten Basisvektoren sind
{\displaystyle g_{1}={\frac {\partial {\vec {r}}}{\partial \mu }}={\begin{pmatrix}\nu \cos(\psi )\\\nu \sin(\psi )\\\mu \end{pmatrix}},\;g_{2}={\frac {\partial {\vec {r}}}{\partial \nu }}={\begin{pmatrix}\mu \cos(\psi )\\\mu \sin(\psi )\\-\nu \end{pmatrix}},\;g_{3}={\frac {\partial {\vec {r}}}{\partial \psi }}={\begin{pmatrix}-\mu \nu \sin(\psi )\\\mu \nu \cos(\psi )\\0\end{pmatrix}}}
aus denen sich die Metrik-Koeffizienten
{\displaystyle g_{11}=g_{22}=\mu ^{2}+\nu ^{2}=2r,g_{33}=\mu ^{2}\nu ^{2}=x^{2}+y^{2}}
ergeben. Eine mögliche Stäckel-Matrix ist hier
{\displaystyle \mathbf {S} ={\begin{pmatrix}\mu ^{2}&-1&-1/\mu ^{2}\\\nu ^{2}&1&-1/\nu ^{2}\\0&0&1\end{pmatrix}}}
mit der Determinante {\displaystyle S=\mu ^{2}+\nu ^{2}} und den Minoren
{\displaystyle M_{1}={\begin{vmatrix}1&-1/\nu ^{2}\\0&1\end{vmatrix}}=1,\;M_{2}=-{\begin{vmatrix}-1&-1/\mu ^{2}\\0&1\end{vmatrix}}=1,\;M_{3}={\begin{vmatrix}-1&-1/\mu ^{2}\\1&-1/\nu ^{2}\end{vmatrix}}={\frac {\mu ^{2}+\nu ^{2}}{\mu ^{2}\nu ^{2}}}}
Die #Bedingungen
{\displaystyle g_{11}={\frac {S}{M_{1}}}=\mu ^{2}+\nu ^{2},\;g_{22}={\frac {S}{M_{2}}}=\mu ^{2}+\nu ^{2},\;g_{33}={\frac {S}{M_{3}}}=\mu ^{2}\nu ^{2}}
sind erfüllt und
{\displaystyle {\frac {\sqrt {g}}{S}}={\frac {\mu \nu (\mu ^{2}+\nu ^{2})}{\mu ^{2}+\nu ^{2}}}=\mu \nu =f_{1}(\mu )\cdot f_{2}(\nu )\cdot f_{3}(\psi )}
stimmt mit {\displaystyle f_{1}=\mu ,f_{2}=\nu ,f_{3}=1}. Die Funktionen, die {\displaystyle U(\mu ,\nu ,\psi )=M(\mu )\cdot N(\nu )\cdot \Psi (\psi )} ergeben, berechnen sich aus den #Differentialgleichungen
{\displaystyle {\begin{aligned}{\frac {1}{\mu }}{\frac {\mathrm {d} }{\mathrm {d} \mu }}\left(\mu {\frac {\mathrm {d} M}{\mathrm {d} \mu }}\right)+M\left(\alpha _{1}\mu ^{2}-\alpha _{2}-{\frac {\alpha _{3}}{\mu ^{2}}}\right)=&0\\{\frac {1}{\nu }}{\frac {\mathrm {d} }{\mathrm {d} \nu }}\left(\nu {\frac {\mathrm {d} N}{\mathrm {d} \nu }}\right)+N\left(\alpha _{1}\nu ^{2}+\alpha _{2}-{\frac {\alpha _{3}}{\nu ^{2}}}\right)=&0\\{\frac {\mathrm {d} ^{2}\Psi }{\mathrm {d} \psi ^{2}}}+\Psi \alpha _{3}=&0\end{aligned}}}

### Herleitung
Die Laplace Ableitung in orthogonalen Koordinaten schreibt sich:
{\displaystyle \Delta \psi =\sum _{i=1}^{3}{\frac {1}{h_{1}h_{2}h_{3}}}{\frac {\partial }{\partial u^{i}}}\left({\frac {h_{1}h_{2}h_{3}}{h_{i}^{2}}}{\frac {\partial \psi }{\partial u^{i}}}\right)}
Darin sind {\displaystyle h_{i}:={\sqrt {g_{ii}}}} die metrischen Faktoren, die gleich den Beträgen der kovarianten Basisvektoren im orthogonalen Koordinatensystem sind.
Multiplikation der #Differentialgleichungen mit {\displaystyle {\tfrac {M_{1}U^{2}U^{3}}{S}},{\tfrac {M_{2}U^{1}U^{3}}{S}}} bzw. {\displaystyle {\tfrac {M_{3}U^{1}U^{2}}{S}}} mit den Minoren {\displaystyle M_{1,2,3}} und der Determinante {\displaystyle S} einer Stäckel-Matrix liefert summiert
{\displaystyle {\begin{aligned}0=&{\frac {M_{1}U^{2}U^{3}}{Sf_{1}}}{\frac {\partial }{\partial u^{1}}}\left(f_{1}{\frac {\partial U^{1}}{\partial u^{1}}}\right)+{\frac {M_{1}U^{2}U^{3}}{S}}U^{1}(\alpha _{1}\Phi _{11}+\alpha _{2}\Phi _{12}+\alpha _{3}\Phi _{13})\\&+{\frac {M_{2}U^{1}U^{3}}{Sf_{2}}}{\frac {\partial }{\partial u^{2}}}\left(f_{2}{\frac {\partial U^{2}}{\partial u^{2}}}\right)+{\frac {M_{2}U^{1}U^{3}}{S}}U^{2}(\alpha _{1}\Phi _{21}+\alpha _{2}\Phi _{22}+\alpha _{3}\Phi _{23})\\&+{\frac {M_{3}U^{1}U^{2}}{Sf_{3}}}{\frac {\partial }{\partial u^{3}}}\left(f_{3}{\frac {\partial U^{3}}{\partial u^{3}}}\right)+{\frac {M_{3}U^{1}U^{2}}{S}}U^{3}(\alpha _{1}\Phi _{31}+\alpha _{2}\Phi _{32}+\alpha _{3}\Phi _{33})\end{aligned}}}
Weil {\displaystyle U^{2}(u^{2})U^{3}(u^{3})} nicht von {\displaystyle u^{1}} abhängt ist mit dem Separationsansatz {\displaystyle \psi =U^{1}U^{2}U^{3}}
{\displaystyle U^{2}U^{3}{\frac {\partial }{\partial u^{1}}}\left(f_{1}{\frac {\partial U^{1}}{\partial u^{1}}}\right)={\frac {\partial }{\partial u^{1}}}\left(f_{1}{\frac {\partial U^{1}}{\partial u^{1}}}U^{2}U^{3}\right)={\frac {\partial }{\partial u^{1}}}\left(f_{1}{\frac {\partial \psi }{\partial u^{1}}}\right)}
und entsprechend für die anderen Summanden, sodass umgestellt
{\displaystyle {\begin{aligned}0=&{\frac {M_{1}}{Sf_{1}}}{\frac {\partial }{\partial u^{1}}}\left(f_{1}{\frac {\partial \psi }{\partial u^{1}}}\right)+{\frac {M_{2}}{Sf_{2}}}{\frac {\partial }{\partial u^{2}}}\left(f_{2}{\frac {\partial \psi }{\partial u^{2}}}\right)+{\frac {M_{3}}{Sf_{3}}}{\frac {\partial }{\partial u^{3}}}\left(f_{3}{\frac {\partial \psi }{\partial u^{3}}}\right)\\&+\alpha _{1}\psi {\frac {M_{1}\Phi _{11}+M_{2}\Phi _{21}+M_{3}\Phi _{31}}{S}}+\alpha _{2}\psi {\frac {M_{1}\Phi _{12}+M_{2}\Phi _{22}+M_{3}\Phi _{32}}{S}}\\&+\alpha _{3}\psi {\frac {M_{1}\Phi _{13}+M_{2}\Phi _{23}+M_{3}\Phi _{33}}{S}}\end{aligned}}}
entsteht. Die Minoren der ersten Spalte und die Determinante der Stäckel-Matrix haben die Eigenschaften
{\displaystyle {\begin{aligned}{\frac {M_{1}}{S}}\Phi _{11}+{\frac {M_{2}}{S}}\Phi _{21}+{\frac {M_{3}}{S}}\Phi _{31}=1\\{\frac {M_{1}}{S}}\Phi _{12}+{\frac {M_{2}}{S}}\Phi _{22}+{\frac {M_{3}}{S}}\Phi _{32}=0\\{\frac {M_{1}}{S}}\Phi _{13}+{\frac {M_{2}}{S}}\Phi _{23}+{\frac {M_{3}}{S}}\Phi _{33}=0\end{aligned}}}
was allgemein auf alle 3×3-Matrizen mit Determinante ungleich null übertragbar ist, also keine spezielle Eigenschaft der Stäckel-Matrix ist. Deswegen verschwinden die letzten beiden Summanden in obiger Summe und der drittletzte reduziert sich zu {\displaystyle \alpha _{1}\psi }, sodass mit den #Bedingungen {\displaystyle h_{i}^{2}={\frac {S}{M_{i}}},\,i=1,2,3} aus der Summe
{\displaystyle {\frac {1}{h_{1}^{2}f_{1}}}{\frac {\partial }{\partial u^{1}}}\left(f_{1}{\frac {\partial \psi }{\partial u^{1}}}\right)+{\frac {1}{h_{2}^{2}f_{2}}}{\frac {\partial }{\partial u^{2}}}\left(f_{2}{\frac {\partial \psi }{\partial u^{2}}}\right)+{\frac {1}{h_{3}^{2}f_{3}}}{\frac {\partial }{\partial u^{3}}}\left(f_{3}{\frac {\partial \psi }{\partial u^{3}}}\right)+\alpha _{1}\psi =0}
wird. Für Separierbarkeit der Helmholtz-Gleichung muss es Funktionen {\displaystyle p_{i}(u^{j},u^{k})} geben, sodass
{\displaystyle f_{i}(u^{i})p_{i}(u^{j},u^{k})={\frac {h_{1}h_{2}h_{3}}{h_{i}^{2}}}}
mit zyklischen {\displaystyle (i,j,k)\in \{(1,2,3),(2,3,1),(3,1,2)\}} gilt. Das liefert für den ersten Summanden beispielsweise
{\displaystyle {\begin{aligned}{\frac {1}{h_{1}^{2}f_{1}}}{\frac {\partial }{\partial u^{1}}}\left(f_{1}{\frac {\partial \psi }{\partial u^{1}}}\right)=&{\frac {p_{1}}{h_{1}^{2}f_{1}p_{1}}}{\frac {\partial }{\partial u^{1}}}\left(f_{1}{\frac {\partial \psi }{\partial u^{1}}}\right)={\frac {h_{1}^{2}}{h_{1}^{2}(h_{1}h_{2}h_{3})}}{\frac {\partial }{\partial u^{1}}}\left(f_{1}p_{1}{\frac {\partial \psi }{\partial u^{1}}}\right)\\=&{\frac {1}{h_{1}h_{2}h_{3}}}{\frac {\partial }{\partial u^{1}}}\left({\frac {h_{1}h_{2}h_{3}}{h_{1}^{2}}}{\frac {\partial \psi }{\partial u^{1}}}\right)={\frac {1}{h_{1}h_{2}h_{3}}}{\frac {\partial }{\partial u^{1}}}\left({\frac {h_{2}h_{3}}{h_{1}}}{\frac {\partial \psi }{\partial u^{1}}}\right)\end{aligned}}}
und für die anderen Summanden entsprechendes, sodass die Helmholtz-Gleichung entsteht. Die Robertson Bedingung {\displaystyle {\tfrac {h_{1}h_{2}h_{3}}{S}}=f_{1}f_{2}f_{3}} folgt aus den Bedingungen {\displaystyle f_{i}p_{i}={\tfrac {h_{1}h_{2}h_{3}}{h_{i}^{2}}}} und {\displaystyle h_{i}^{2}={\tfrac {S}{M_{i}}}}.:510

## Ebene Wellen in viskositätsfreien Fluiden

Strömungsbild mit Wirbeln. Rotgelbe Gebiete werden gegen den Uhrzeigersinn, grünblaue im Uhrzeigersinn umströmt

Die Helmholtz-Gleichung wird in der xy-Ebene von Wellenfunktionen der Form {\displaystyle \psi (x,y)=A\cos({\vec {k}}\cdot {\vec {r}})} mit beliebigem Wellenvektor {\displaystyle {\vec {k}}\,,\;{\vec {r}}=(x,y)} und beliebiger Amplitude {\displaystyle A} gelöst. Diese Lösung hat im Fall der Stromfunktion die Bedeutung eines verwirbelten ebenen Strömungsfelds: Eine Überlagerung von {\displaystyle N} solchen Wellen mit {\displaystyle {\vec {k}}_{n}=c(\cos \alpha _{n},\sin \alpha _{n})}, beliebiger Konstante c und {\displaystyle \alpha _{n}=\pi (n-1)/N} sowie gleichen Amplituden {\displaystyle A} ergibt parallele Streifen, periodisch rechts und links drehende Wirbel oder bei {\displaystyle N>3} kompliziertere Strukturen, die eine {\displaystyle 2N}-zählige Rotationssymmetrie aufweisen. Erhält jede der summierten Wellen eine eigene, zufällig gewählte Amplitude {\displaystyle A}, dann können sich unregelmäßige Wirbelstrukturen ergeben, siehe Bild.
Die Funktionen „sin“ und „cos“ berechnen den Sinus und Cosinus. Die allgemeine Struktur dieser Lösung ist
{\displaystyle \psi ({\vec {r}})=C_{1}\cdot {\rm {e}}^{{\rm {i}}{\vec {k}}\cdot {\vec {r}}}+C_{2}\cdot {\rm {e}}^{-{\rm {i}}{\vec {k}}\cdot {\vec {r}}}}
mit
- der e-Funktion ex,
- der imaginären Einheit i und
- Konstanten {\displaystyle C_{1,2}}.